# Hubert Auriol
Pour les articles homonymes, voir Auriol.
Hubert Auriol, surnommé « l'Africain », né le 7 juin 1952 à Addis-Abeba (Éthiopie) et mort le 10 janvier 2021 à Garches (France), est un pilote moto et automobile français.
En tant que pilote moto, il remporte à deux reprises le Paris Dakar en 1981 et 1983 avant d'arrêter après l'édition de 1987 où, à la lutte avec Cyril Neveu, il abandonne la veille de l'arrivée après s'être fracturé les deux chevilles. Il continue les rallyes africains, d'abord au volant d'un buggy, puis en auto, remportant l'édition 1992 associé au navigateur Philippe Monnet. Il devient ainsi le premier à remporter l'épreuve en tant que pilote moto et pilote auto. Il assure ensuite la direction de l'épreuve de 1995 à 2004.
En 2001, il présente la première saison de l'émission Koh-Lanta sur TF1.

## Biographie

### Naissance
Hubert Auriol naît le 7 juin 1952 à Addis-Abeba. Son père s’occupait du réseau des chemins de fer éthiopiens.

### Études et débuts
Après des études en sciences économiques, Hubert Auriol vend du textile dans le sud-ouest de la France. Il découvre alors la moto trial et fait des compétitions à partir de 1973. Il participe également au championnat de France d'enduro, et remporte le titre dans la catégorie national, l'anti-chambre de l'élite, en 1980, sur une Husqvarna 390.

### Le Paris-Dakar moto
En 1979, Hubert Auriol participe à la première édition du Rallye Dakar, au guidon d'une Yamaha XT 500, dans l'équipe de Cyril Neveu, avec laquelle il termine 12e au classement général, et 7e au classement moto. Persuadé du bien-fondé de disposer d'une moto puissante et rapide pour ce type d'épreuve, il revient en 1980 avec une BMW R 80 G/S, à moteur bicylindre à plat, mais il est disqualifié après s'être fait rapatrier par un taxi-brousse pour rejoindre l'arrivée d'une étape. Il gagnera enfin l'épreuve, toujours sur BMW, en 1981 avant d'abandonner à nouveau en 1982, sur casse mécanique, BMW n'ayant pas suffisamment testé les nouvelles boîtes de vitesses des nouvelles motos, beaucoup plus puissantes. Il prendra sa revanche avec une seconde victoire, dès 1983, sur une BMW redevenue plus fiable, alors que son nouvel équipier, l'ancien champion du monde de moto-cross, le Belge Gaston Rahier, domine le début du rallye. En 1984, l'affrontement entre les deux pilotes tournera à l'avantage du Belge, Auriol se classant second. Mais particulièrement énervé par le comportement du Belge, n'ayant pris aucune initiative en navigation et se contentant de le suivre, puis de faire la différence grâce à sa vitesse de pointe supérieure, Auriol décide de quitter la marque allemande et de créer une nouvelle équipe, avec la marque française Ligier qui, associée aux Italiens de Cagiva, lui permette de disposer d'un moteur Ducati Pantha bicylindre 750 ultra-puissant. Et après une année 1985 d'apprentissage, qui voit une nouvelle victoire de la BMW de Rahier, alors qu'Auriol termine 8e, l'année 1986 se présente sous les meilleures auspices pour le team, qui prend le nom définitif de Cagiva Lucky Explorer, à la suite de l'arrêt de l'activité moto de Ligier. Mais sur cette dramatique édition, qui verra le rallye endeuillé par la disparition de son créateur, Thierry Sabine, Hubert Auriol accumulera les déboires, entre chute spectaculaire et ennuis mécaniques. Il finira par abandonner sur bris de chaîne ayant entraîné la casse d'un carter moteur, alors qu'il luttait encore pour la victoire avec Cyril Neveu, ce dernier pilotant la toute nouvelle et redoutable Honda 750 NXR bicylindre. Lors de la dernière étape, son coéquipier, l'Italien Gian Paolo Marinoni, chutera lourdement, et succombera deux jours plus tard, à l'hôpital de Dakar, d'une hémorragie du foie, alors qu'il avait rallié l'arrivée en 13e position.

### L'accident et l'arrêt de la moto
1987 marque l'affrontement le plus intense entre Hubert Auriol et le pilote Honda, Cyril Neveu, jusqu'au grave accident d'Auriol, la veille de l'arrivée, alors que tous deux se livrent, depuis le début du rallye, à un combat acharné et que chacun prend l'avantage à tour de rôle. Mais l'avant-veille de l'arrivée, Auriol réussit à prendre une avance qui semble décisive, à la suite des erreurs de navigation et d'ensablements de Neveu. Malheureusement il perd la majeure partie de ce bénéfice, le lendemain, à la suite de multiples crevaisons, provoquées par un rayon cassé qui perce la chambre à air. La veille de l'arrivée, il ne possède donc plus que 12 minutes d'avance sur Neveu et l'étape se transforme vite en un duel acharné, où Neveu tente de le distancer. L'accident arrive dans une section de léger hors piste sablonneux où les pilotes évoluent à grande vitesse. Auriol rate une trajectoire et décide de passer entre deux arbres, mais ses pieds accrochent des souches cachées qui le désarçonnent de la moto. Il repart sans perdre beaucoup de temps, un autre pilote, Marc Joineau, l'a aidé à redémarrer sa moto. Sur les 20 kilomètres lui restant à parcourir, une douleur atroce lui traverse le corps sur chaque choc, l'empêchant même de passer les vitesses au sélecteur. Sur la ligne d'arrivée, Neveu attend et calcule le retard de son adversaire en commençant à croire à la victoire quand d'autres pilotes lui affirment avoir vu Auriol arrêté. Mais quand le pilote Cagiva passe enfin la ligne, Neveu est dépité, car Auriol possède encore environ 3 minutes d'avance, et la dernière spéciale du lendemain ne peut lui permettre de faire la différence. Mais aussitôt passée la ligne d'arrivée, Auriol s'effondre en larmes sur le guidon de sa moto, tout en s'exclamant : « j'ai les deux chevilles cassées ! ». On l'aide alors à descendre de sa moto, et, lorsque les médecins découpent ses bottes, on découvre l'étendue des dégâts. Il a les deux chevilles fracturées, dont une avec fracture ouverte. Et, alors qu'il est toujours en tête du rallye, il est contraint d'abandonner, dans l'incapacité de repartir le lendemain. Encore allongé au sol, il annonce sa décision d'arrêter la moto, tout en rendant hommage à son adversaire de toujours : « Cyril est le plus fort, j'arrête la moto »,.
Hubert Auriol et Cyril Neveu raconteront une partie de cette histoire, en fait jusqu'à cette étape fatidique, dans un livre écrit avec le journaliste de Paris-Match Jean-Michel Caradec'h Paris-Dakar. Une histoire d'hommes, publié aux Éditions Fixot en 1987.

### Le record du tour du monde en avion
Le 17 juin suivant, encore convalescent, Hubert Auriol décolle, en compagnie de Patrick Fourticq, Henri Pescarolo et Arthur Powell, de l'aéroport du Bourget, aux commandes du bimoteur Lockheed 18 Lodestart, des années 40, et baptisé, Spirit of J & B, afin de battre le record du tour du monde sur avions à hélices, toujours détenu depuis 1938, par le fantasque milliardaire américain, Howard Hughes, sur le même type d'appareil, en trois jours, 19 heures et 14 minutes (91 h 14). En effectuant le vol de 23 852 kilomètres, en 88 heures et 49 minutes,,,, ils établissent presque cinquante ans après Hughes un nouveau record sur le Spirit of J&B nom de la marque de whisky qui les sponsorise, et en clin d'œil au Spirit of St. Louis, de Charles Lindbergh, vainqueur de l'Atlantique en 1927.

### Le Paris-Dakar auto
Pleinement remis de ses blessures, Hubert Auriol revient sur le Paris-Dakar, dès 1988, toujours en solo, mais sur quatre roues, au volant d'un buggy Kouros deux roues motrices, inspiré des modèles utilisés sur la Baja mexicaine, et propulsé par un moteur Volkswagen 1800, 16 soupapes, turbocompressé, développant 320 chevaux. Malheureusement, il abandonne, moteur cassé, dans la première étape algérienne. Il abandonne ensuite à nouveau au Rallye de l'Atlas avant de finir neuvième à celui de Tunisie et d'abandonner à nouveau lors de la baja espagnole. Ces piètres résultats aboutissent au désistement du sponsor principal du team, la marque d'eau de toilette de luxe, Kouros. 
Auriol repart pourtant, en 1989 et 1990, toujours au volant d'un buggy monoplace, directement inspiré du modèle précédent, mais avec une motorisation 2 litres turbo de la Renault 21 et sponsorisé par France Loto. 
Après deux éditions sans guère de succès, Auriol rejoint, courant d'année 1990, le team Oreca afin de piloter une Lada Samara, avec comme copilote, le navigateur Philippe Monnet. Ensemble ils remportent le Rallye des Pharaons, en Égypte, avant de terminer cinquième du Paris-Dakar 1991. Il rejoint ensuite l'équipe Mitsubishi et remporte, au volant d'un Pajero, l'édition 1992 du rallye, devenu le Paris – Le Cap, à cette occasion, et devenant ainsi le premier pilote à remporter l'épreuve dans deux catégories différentes,. En l'année 1993 il change une nouvelle fois d'écurie et rejoint l'armada Citroën, où, en compagnie de son ancien équipier chez Cagiva, Gilles Picard, en tant que copilote, ils amènent leur ZX Grand-Raid, en troisième position avant de prendre la deuxième place, en 1994, d'un rallye très mouvementé repris par Amaury Sport Organisation, faisant l'aller-retour, Paris-Dakar-Paris.

### Organisateur
En 1994, Hubert Auriol est appelé par Amaury Sport Organisation, qui prend le relais de TSO (Thierry Sabine Organisation) et Jean-Claude Killy, pour prendre la direction du rallye Rallye Dakar, ce qu'il fera durant neuf ans, de 1995 à 2004.
En 1995, il est décoré chevalier de l'Ordre national du Mérite le 10 mai, et de la Légion d'honneur[réf. nécessaire].
Il revient, sur l'édition 2006 du Paris Dakar, au volant d'un pickup Isuzu D.Max prototype, 3 litres diesel, avec comme copilote, le belge Jean-Paul Forthomme.
Il organise du 18 février au 4 mars 2006 la première édition du rallye La légende des héros, un raid de Paris à Dakar au guidon de vieilles motos, Yamaha XT 500, par équipe de trois (une moto et un véhicule d'assistance). L'objectif de ce raid limité à 50 équipages est de retrouver l'ambiance des premiers rallyes Paris-Dakar, avec un budget limité.
Du 26 décembre 2008 au 11 janvier 2009, il organise la première édition de l'Africa Race, un nouveau rallye-raid. Celui-ci est créé à la demande des pays africains à Jean-Louis Schlesser et Hubert Auriol, anciens vainqueurs du Paris Dakar, avec le soutien des fédérations concernées et le partenariat des autorités africaines. Il s'agit d'une épreuve internationale qui reprend les valeurs initiales des rallyes raids d'antan. Le départ s'est fait de Marseille, ville symbolique, trait d’union entre l’Europe et l’Afrique, alors que l’arrivée a été jugée à Dakar, la capitale du Sénégal, au terme de plusieurs milliers de kilomètres à travers les territoires du Maroc et de la Mauritanie. Il doit toutefois laisser la direction de l'épreuve à René Metge en raison d'une clause de non-concurrence avec Amaury Sport Organisation.
De 2013 à 2016, il est directeur de course du China Grand Rally (CGR).

### Mort
Le 10 janvier 2021, Hubert Auriol meurt à l'âge de 68 ans après un « accident cardio-vasculaire suite à un long combat contre la maladie ». Il souffrait d'un myélome (forme de cancer du sang) et du covid-19. Il est inhumé au cimetière de Jouy-en-Josas (Yvelines).

## Palmarès au Rallye Paris-Dakar
Hubert Auriol participe à neuf éditions consécutives en motos :
- 1979 : Yamaha XT 500 n° 66 - 7e (12e au classement auto-moto)
- 1980 : BMW 800 GS n° 87 - disqualifié
- 1981 : BMW 800 GS n° 100 - 1er
- 1982 : BMW 980 GS n° 100 - abandon sur casse mécanique
- 1983 : BMW 980 GS n° 100 - 1er
- 1984 : BMW 1050 R n° 100 - 2e
- 1985 : Ligier-Cagiva 750 n° 100 - 8e
- 1986 : Cagiva Lucky Explorer 750 n° 100 - abandon sur casse mécanique
- 1987 : Cagiva Lucky Explorer 850 n° 100 - abandon sur chute

Il participe ensuite au rallye en catégorie autos :
- 1988 : buggy Kouros-Volkswagen n° 200 - abandon sur casse mécanique
- 1989 : buggy France Loto-Renault n° 200 - 41e
- 1990 : buggy France Loto-Renault n° 200 - abandon
- 1991 : Lada Samara n° 210 - 5e (avec Philippe Monnet)
- 1992 : Mitsubishi Pajero n° 211 - 1er (avec Philippe Monnet) Rallye Paris-Le cap.
- 1993 : Citroën ZX Rallye-raid n° 212 - 3e (avec Gilles Picard)
- 1994 : Citroën ZX Grand-Raid n° 207 - 2e (avec Gilles Picard)

## Médias
En 1987, Hubert Auriol sort le livre de Jean-Michel Caradec'h, Une histoire d'hommes, avec Cyril Neveu, publié aux Éditions Fixot.
En 1992, le livre de Gilles Navarro, Moi l'Africain, Hubert Auriol est publié aux Éditions Solar.
D'août à septembre 2001, il présente, sur TF1, la première saison de l'émission de télé-réalité Koh-Lanta (intitulée Les Aventuriers de Koh-Lanta). Denis Brogniart, qui assurait les commentaires en voix-off lors cette première édition, lui succède à l'animation à  partir de la deuxième saison l'année suivante.
Durant l'été 2003, il anime sur TF1 un programme court sur la sécurité routière baptisé Sans danger, conçu en collaboration avec la Prévention routière.
En 2019, son autobiographie T.D.S.P.P. (Tout Droit Sur Piste Principale) – Sur les traces d'Hubert l'Africain, préfacée par Henri Pescarolo, est publiée par Le voyageur Éditions.

## Records
Depuis juin 1987, Hubert Auriol est détenteur avec Henri Pescarolo, Patrick Fourticq et Arthur Powell, du record du tour du monde en avion à hélices, aux commandes d'un Lockheed 18, en 88 heures et 49 minutes. L'ancien record avait été établi par Howard Hughes sur un Lockheed 14, un demi-siècle auparavant.

## Distinctions
- Chevalier de la Légion d'honneur
- Chevalier de l'ordre national du Mérite
- FIM Legend (ca) en 2012

## Publications
- Hubert Auriol et Cyril Neveu, Une histoire d'hommes : Paris Dakar 1987, Fixot, 1er janvier 1994, 236 p. (ISBN 978-2-87645-004-2)
- Hubert Auriol, Cyril Neveu et Jean-Michel Caradec'h, Paris Dakar, J'ai lu, 26 février 2001, 315 p. (ISBN 978-2-277-22423-5)
- Hubert Auriol et Gilles Navarro, Moi l'Africain, Paris, Solar, 17 mars 1993, 111 p. (ISBN 2-263-02002-0)
- Hubert Auriol, T.D.S.P.P. Tout Droit Sur Piste Principale - Sur les traces d'Hubert l'Africain, Le Voyageur, 14 janvier 2019, 386 p. (ISBN 978-2-36214-031-0 et 2-36214-031-8)